# Crispatotrochus squiresi
Crispatotrochus squiresi is een rifkoralensoort uit de familie van de Caryophylliidae. De wetenschappelijke naam van de soort is voor het eerst geldig gepubliceerd in 1979 door Cairns.